# Bengt Lundqvist
Bengt Lundqvist (* 1922; † 1953) war ein schwedischer Chemiker.

## Leben
Gemeinsam mit dem Schweden Nils Löfgren entwickelte er 1943 den Wirkstoff Lidocain. Die Rechte an dem Wirkstoff veräußerten sie an das schwedische Unternehmen Astra AB. 1953 starb Lundqvist an einer Hirnblutung.